# 宋名璋
宋名璋（?—?），江西奉新縣人，清末政治人物。

## 生平
光緒二十三年（1897年）丁酉科江西鄉試第一名舉人（解元）。光緒三十年（1904年），宋名璋中进士。后以主事分部学习，并入进士馆。后入日本法政大学速成科第五班。中华民国成立后，1917年张勋复辟期间，曾被任命为度支部右参议。

### 書目
- （清）法式善等，《清秘述聞三種》，中華書局，清代史料筆記叢刊，ISBN：ISBN 7101017428。